# 新快速
新快速（日语：／ Shinkaisoku */?）是由日本国有铁道在東海道本線及山陽本線以及阪和线开始运行，目前由西日本旅客鐵道（JR西日本）在的京阪神都市圈及東海旅客鐵道（JR东海）在中京圈运行的一种快速列車，屬於普通列車。虽然二者均为相較於快速停车较少的车种，但在京阪神圈的新快速同中京圈的新快速仍存在差异。
这是一种比普通的快速列车停车站更少的列车类型，并不意味着列车较新。这些列车相当于私铁上的那些无需额外费用的特急列车、快速特急列车和急行列车。

## 近畿地区（JR西日本）

### 东海道本线·山阳本线・北陸本線・赤穂線・湖西線

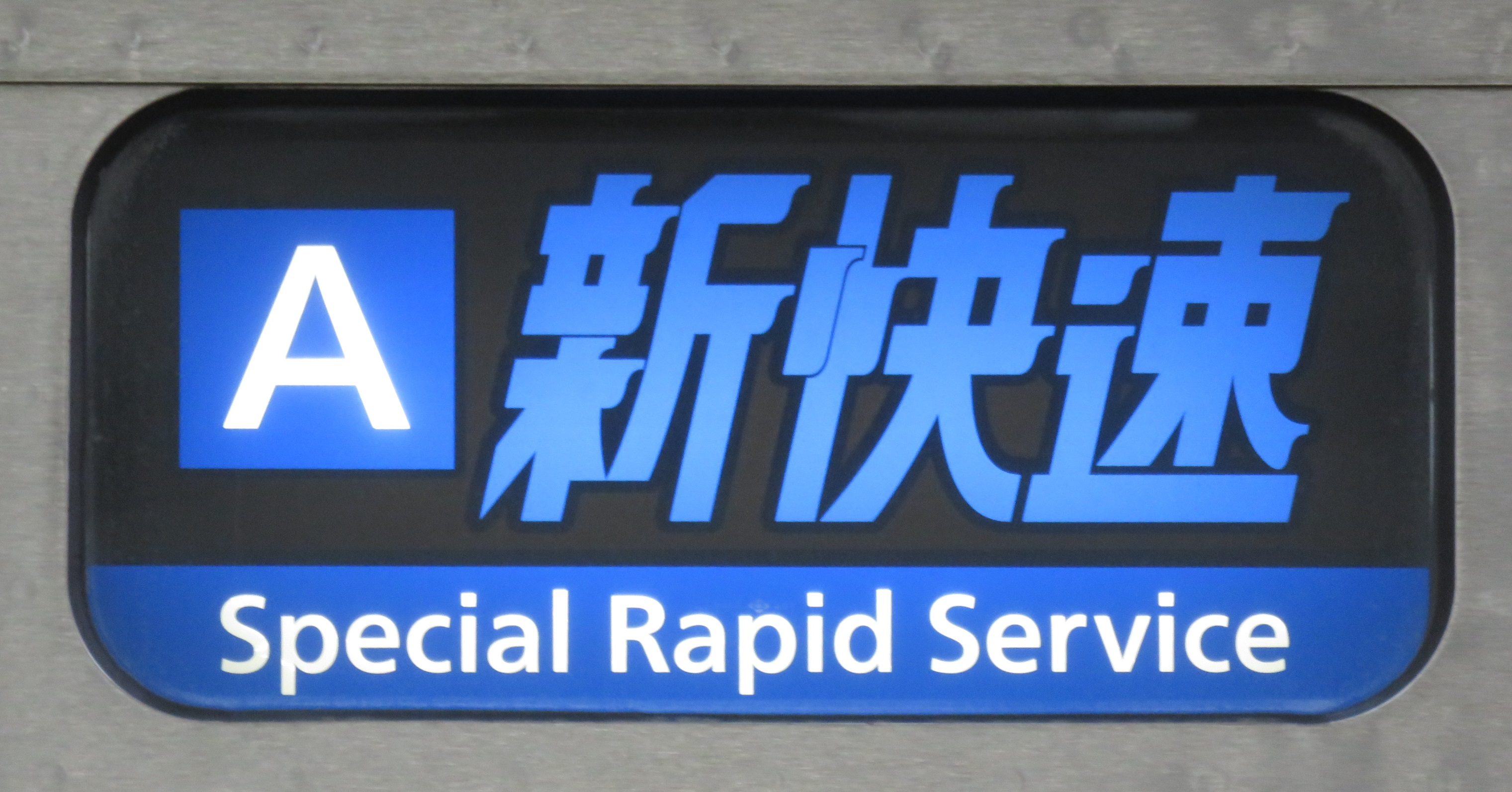
列车类型方向幕（幕式）
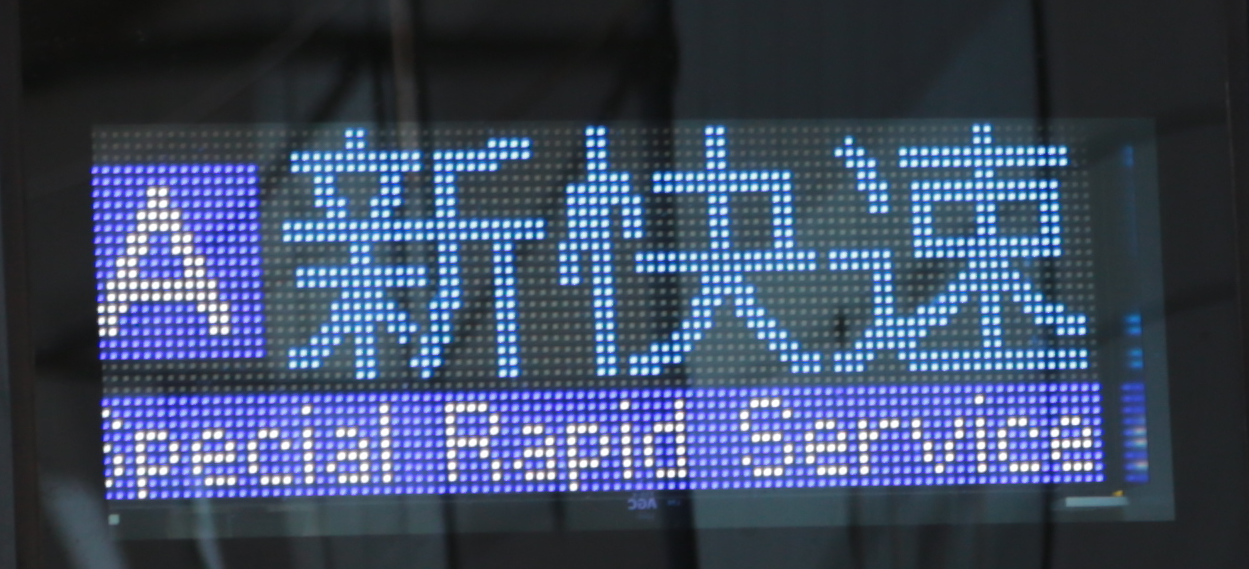
列车类型方向幕（LED式）

#### 概要
新快速是自1970年（昭和45年）10月1日起，作为日本國有鐵道在京阪神地区（近畿地方）的快速列车开行，并就此成為担负起都市间乘客运输任务的主干。随着关西地区的发展，该列车运行区间一再扩大，运行车辆也不断更新，目前不仅在JR西日本的都市网络中的东海道本线·山阳本线运行，还在北陸本線敦賀站 - 米原站之间、東海道本線米原站 - 神戶站之间、山陽本線神戶站 - 上郡站之间、湖西線全線 以及 赤穂線相生站 - 播州赤穗站之間運行。
新快速列车，利用草津站 - 西明石站间日本最长距离的複複線路段以及其緩急接續、京阪神地區外的直通運行，在每天的繁忙時段調整優化時刻表並同時使用同迷你新幹線一樣可運行至130 km/h的的車輛，並通過裝有轉換式橫向軟座椅等獨特內裝設計吸引附近的原本選擇乘坐私營交通方式的乘客前來乘坐，在关西这片“私铁王国”中，成為JR的京阪神通勤鐵路網―都市網絡的招牌列車。
新快速列车的速度和便利性不仅加强了京都市、大阪市与兵库县东南部的神户市、滋贺县的大津市和草津市之间的联系，而且还扩展到明石市和滋贺县的湖南地区、湖东地区，促进了京阪神地区这些睡城的发展。 特别是草津市的请愿站南草津站，随着车站附近的开发，当地需求不断增长，2011 年春成为了新快速列车的停车站，2014 年度，该站的客运量超过草津站，成为滋贺县第一大车站。
開始運行前，大阪鐵道管理局本已經向國鐵提交了“特別快速”的名稱。在此之前首都圈已有類似的同名列車在中央本線運行，此名稱即為模仿其而得出。但在運行開始之前以“新意不夠”為由改換成了“新快速”。英語的表達在1990年代中之前一直以直譯「New Rapid Service」使用，之後便改作「Special Rapid Service」，即為“特別快速”的英譯。車站內設置的大盤也以紅色的「S.Rapid」表示。
自2017年3月4日時刻表改正正式導入路線記號開始，经由湖西線运行的列車均以湖西線的淺藍色並加入湖西線路線記號「B」的形式表示到側面種別幕上，其餘的經由北陸本線・東海道本線・山陽本線・赤穂線的列車均以藍色並加入記號「A」的形式來表示。从 2019 年起，部分列车开始提供 #A座席付费座位服务（见下文）。
2020 年 10 月 1 日新快速开通 50 周年之际，举办了各种纪念活动。京都铁道博物馆馆长冈本健一郎评论道："新快速列车的出现扩大了‘关西地区’的框架。这是一列以通俗易懂的方式展示了以铁路为形式的公共交通力量的列车"。

#### 停靠站
常规时刻表中的停车站点如下。 请注意，用 = 表示的站点彼此相邻，中间没有通过站。
北陸本線·東海道本線·山陽本線（包括琵琶湖線·JR京都線·JR神戶線）
敦賀站－（此區間內各站停車）－米原站 ＝ 彥根站－能登川站－近江八幡站－野洲站 ＝ 守山站－草津站 ＝ 南草津站－石山站－大津站 ＝ 山科站 ＝ 京都站－高槻站－新大阪站 ＝ 大阪站－尼崎站－芦屋站－三之宮站－神戶站－明石站 ＝ 西明石站－加古川站－姬路站－（此區間內各站停車）－上郡站
湖西線
敦贺方向 ⋯ 近江盐津站－(此區間內各站停車）－近江舞子站－坚田站－比叡山坂本站－大津京站 ＝ 山科站 ⋯ 京都·大阪方面
赤穂線
神戶・姬路方向 … 相生站－（此區間內各站停車）－播州赤穗站
以上所記為基本停車站。新快速列車也存在停靠一些通常不停靠的情況，比如時刻表混亂的時候西明石站－姬路站之間所有車站均安排停車。同時，也有一部分臨時列車存在通過上述部分車站的情況。

#### 運行形態
新快速一開始僅在京都 - 西明石之間運行，之後逐步延伸成目前的運行區間。截至2020年3月14日新快速的運行區間為敦賀 - 北陸本線·琵琶湖線經由或湖西線經由 - 播州赤穗·上郡。
本段的敘述均將大阪站設定為基準。在白晝時段，每小時去往神戶·姬路方面的列車在大阪 - 姬路之間有4個班次；去往京都·米原·敦賀方面的列車在大阪 - 京都·山科之間有4個班次；山科 - 野洲之間有3個班次；野洲 - 米原·長濱之間有2個班次；長濱 - 近江盐津之間有2個班次；而敦賀到發並經由湖西線的班次每小時只有1班。工作日早高峰時姬路·神戶方面以及京都方面去往大阪方向的列車運行間隔為7.5分鐘。晚高峰的情況以大阪站18時的時刻表為參考，去往神戶·姬路方面的有8個班次，而去往京都方面的列車班次增加到了7個班次，運行間隔也達到了7.5分鐘。這種情況的產生是因為此時間段的新快速雖仍將大阪設定為始發站，但事實上是直接直通JR京都線·神戶線運行的。
進入敦賀站的新快速班次每早晚運行經過米原站，白晝則經由湖西線運行。在近江鹽津站折返的班次均經由米原站。值得一提的是，在2006年10月21日到敦賀站為止的直流化工程投入運營的同時，有新快速班次設定為按照敦賀 - 米原 - 播州赤穗運行。這就導致下文所述的在主要運行的區間以12節編成運行的列車因站台有效長度不夠的關係而不得不進行連解挂作業，由此導致運行效率嚴重降低，最差時1天只能運行1個班次。在2011年3月12日的時刻表改正中，白晝時段的部分運行敦賀 - 播州赤穗的班次改為經由湖西線運行。
2008年3月15日時刻表改正時，長濱 - 大阪之間的白晝平均所需時間為91分鐘；近江今津 - 大阪之間為78分鐘；京都 - 大阪之間為28分鐘；大阪 - 三之宮之間為20分鐘；大阪  - 姬路之間為61分鐘。在存在通過的米原站到姬路站之間全長為198.4 km的區間中的表定速度達到了約83 km/h。因為此區間內在JR各社所保有的在來線當中線形及設備條件尤為優良，在此區間運行的表定速度同JR東日本首都圈內的特急列車的表定速度（約65 - 90 km/h）幾乎相當。
新快速所有班次使用223系1000/2000番台及225系0/100番台，最長可以以12節運行。運行區間中的站台有效長度目前仍不統一，近江今津·米原 - 上郡之間的站台有效長度可適應12節車廂，北陸本線長濱 - 敦賀之間及湖西線永原 - 近江鹽津間的站台有效長度僅能滿足4節車廂停靠，其餘的區間則能滿足8節車廂停靠。因此，在近江今津站·米原站·京都站·姬路站·网干站需要對12節編成及8節編成進行連解挂作業。
自2011年3月12日的時刻表改正起將週六運行圖中運行米原·近江今津 - 姬路區間的車底擴展為12節編成。，同時在工作日時刻表中將以12節編成車底運行的列車班次大幅度增加（為了實現此目的，新旭站進行了站台延長工程，自此12節長度的列車可在湖西線內運行）。此改變是為了應對當年5月4日大阪站城開始運營所造成的乘客預期的增加情況。自2017年3月4日的時刻表改正起，米原 - 姬路區間內的班次做到了全天使用12節編成運行。
琵琶湖線系統（A）中使用12節編成的班次的最長運行區間為米原 - 網干共208.7 km；湖西線系統（B）為近江今津 - 網干共194.2 km。這與JR東日本的上野東京線 東北本線 - 東海道本線（宇都宮線 - 東海道線）系統中宇都宮 - 熱海共214.3 km的15節編成運行相匹敵。
工作日早晨存在在一班京都站分割解掛原本由終點為米原和湖西線經由終到敦賀的兩個列車聯掛而成的一個運行班次，解挂後分別運行的情況。这趟列车在分岔点的下一个山科站，开往敦贺的编组与开往米原的编组可以在本站接續，然後开往米原的编组先发车，因此是新快速列车之间超车的唯一例子。
在此之外，以前也有在高峰時段在米原站连接近江盐津、长滨出发的列車（这是因为长滨站不能进行分割合并的作业，以及长滨、田村、坂田的各站不对应12节车厢的编成）。
過去也存在每天早晨（具體为週六·休日7時時段）米原發的一個下行班次在運行至野洲站前各站均停車，經過野洲站之後才轉換為新快速的情況。
夜間姬路站也存在將開往播州赤穗和網干的列車解掛分開運行的情況（赤穗線直通列車以“普通”名義運行）。
以前（平成21年3月14日修改时），平日早上上行有1趟車从草津站開始各站停车的列车，同样平日早上有1趟去野洲和近江今津的列车會在京都分开解掛，其中去野洲的列车從京都開始各站停车。

##### 與其他路線及其他列車的接續換乘·與其他特急列車的關係
與各站停車的普通列車的接續換乘也非常良好，在京都·大阪（工作日高峰時除外）一般，加古川（日中的一部分除外）與普通（從西明石快速）相互連接。在野洲（或草津），該站的停車系統和米原方面的普通連接。在大阪（工作日高峰時）、明石、尼崎（這裡是連接JR東西線的直達列車和通往福知山線（JR寶塚線）的直達列車）也可以看到普通列車同時進入、發車，但是列車線和電車線的站臺是分開的。另外，高槻的接續隨著新快速、特急專用站臺的使用開始而消失。
從播州赤穗出發到達的列車是相生（一部分時間段為姬路），開往山陽本線上郡岡山方向的列車，在播州赤穗線與備前片上、長船方向的列車上相互連接。姬路只有一部分與相生、播州赤穗方向（根據時間段的不同，上郡、岡山方向的列車也有）的普通和姬新線相互連接。另外，前往米原方向的列車在米原與東海道線的大垣、名古屋方向的列車連接，上行列車原則上不會在同一個站臺連接。從敦賀出發到達的列車在敦賀與北陸本線福井方向的列車連接（這裡也有不能在同一站臺連接的情况）。到湖西線的直達列車在近江今津與小濱方向的西日本傑伊阿魯巴士若江線的連接被考慮。
由於阿班網絡管轄範圍內的基軸類別的性質，在姬路到米原及近江舞子之間的通過運行區間，基本上是等待特快列車或行駛中不會被超過的時刻表設定。特別是在米原-大阪之間，米原站18點17分出發（前往長浜始發播州赤穗）的新快速列車比同站18點23分出發的特快“ひだ36號”要短2分鐘。

#### 臨時停車・臨時列車

##### 臨時停車
新快速列车虽然没有特别的爱称，但是为了方便徒步旅行和滑雪的客人，给定期列车赋予了休闲号的爱称，有以下列车。
- “湖西休闲号”（「湖西レジャー号」）：周末时刻表上，早上开往近江今津·敦贺方向的4趟列车和下午从敦贺站始发的4趟列车会在志賀站临时停车[14]。过去，在比良站临时停车的列车也被称为“湖西休闲号”，但现在没有运行。
- “湖北休闲号”（「湖北レジャー号」）：上午去长滨的3趟车，傍晚去姫路的3趟车在安土站临时停车[15]。现在没有运行。

另外，仅限每年8月举办的琵琶湖烟花大会的举办日，在膳所站也会停车。

##### 臨時列車

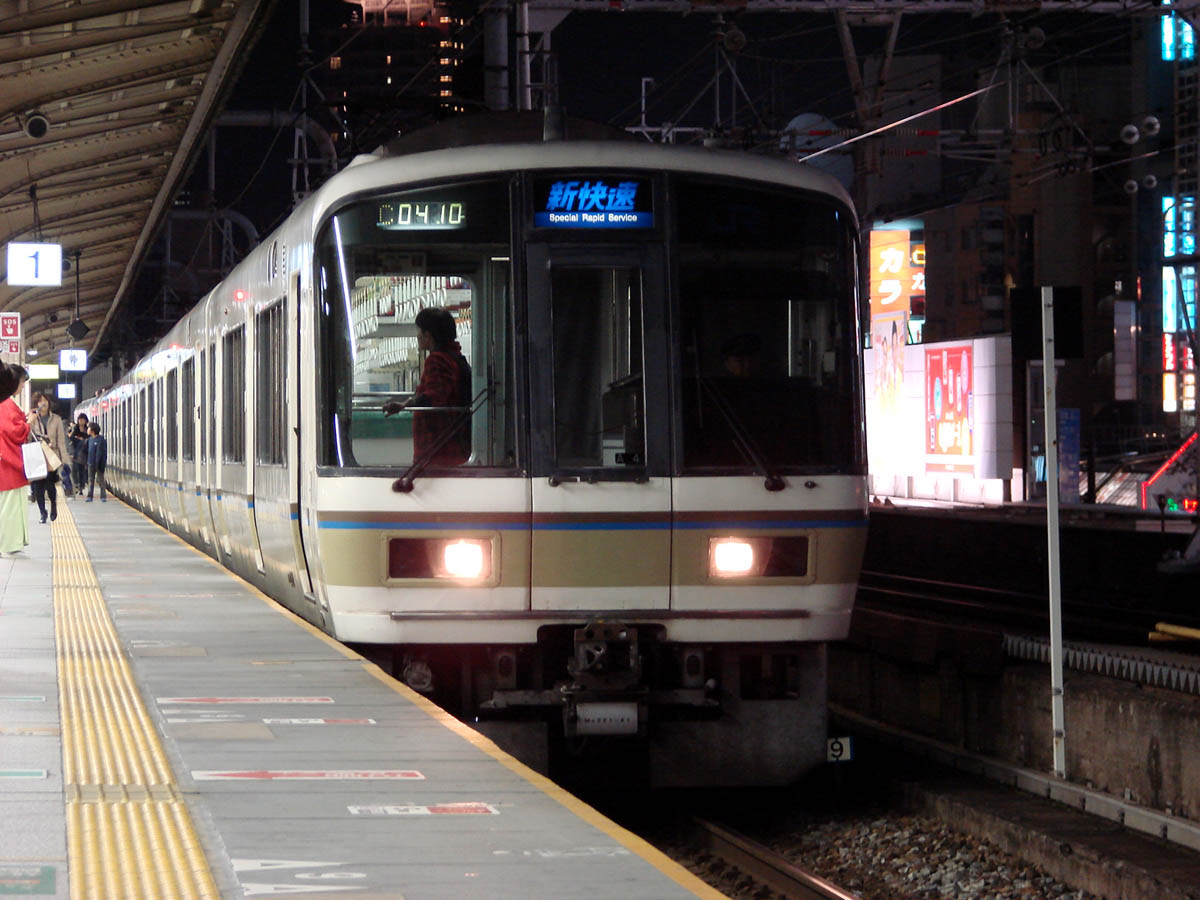
神戸ルミナリエで臨時新快速

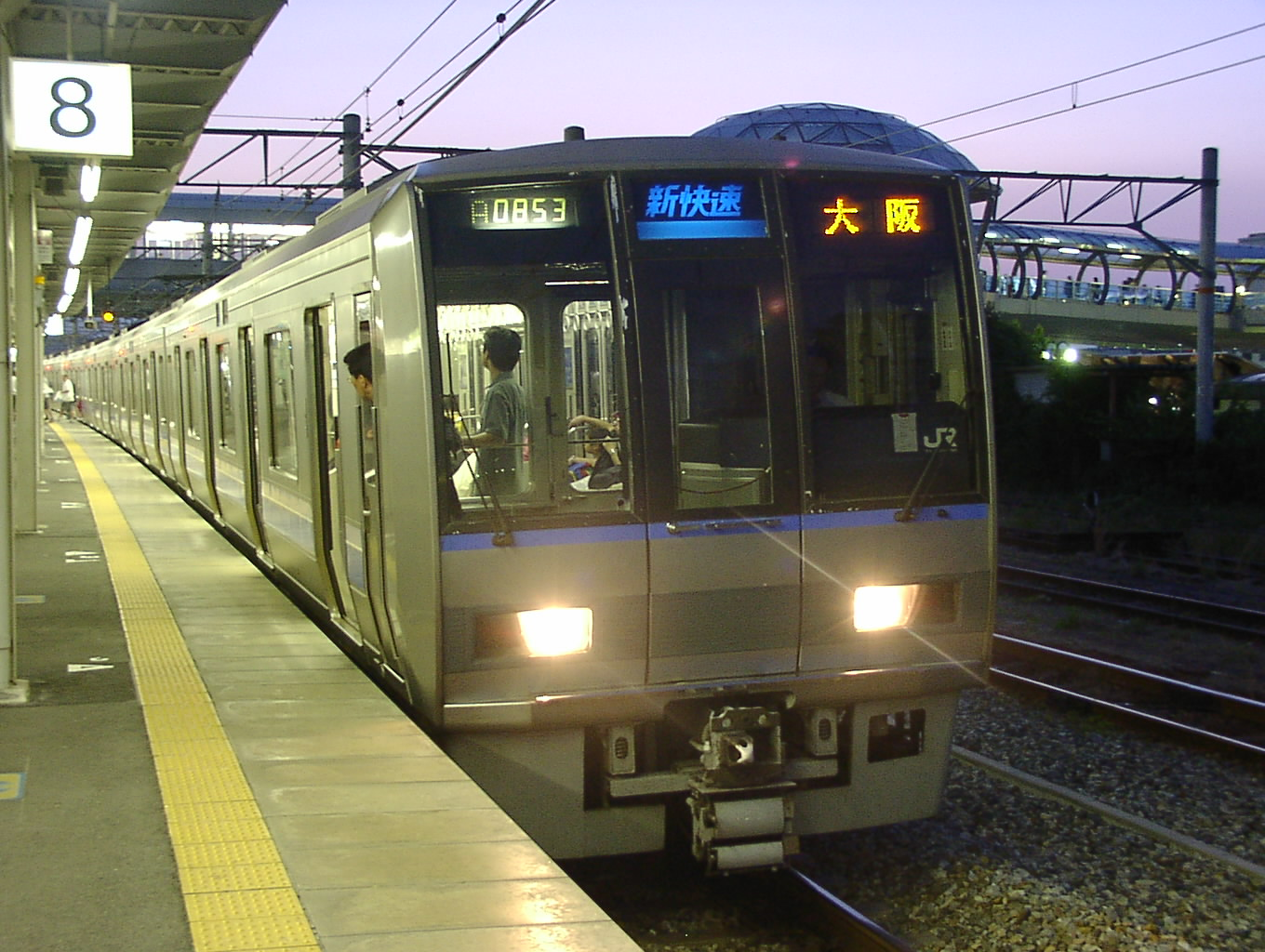
207系「新快速」

在沿线的活动和游玩观光时期，会进行临时列车的开行。另外，在2020年度没有实施。
为了向山阴本线（嵯峨野线）嵯峨岚山站输送游客，作为临时列车（一部分列车在嵯峨野线内由定期列车的代理运行），在进入京都站之后换向，驶入嵯峨野线内，有“岚山樱号”“岚山若叶号”“岚山红叶号”，在春、夏、秋的旅游观光季节运行，这些车在高槻站至大阪站、神户站之间被表示为新快速列车，但现在没有运行。
每年4月的第二个周六、周日和黄金周，湖西线牧野站附近的海津大崎都会迎来赏樱时节，这时车辆会事先改变正常的联结顺序，在京都站分离时，原本通常停靠京都站的8节车厢列车首先发车，然后作为临时列车运行到近江今津站或永原站，剩下的4节车厢继续作为开往敦贺的图定列车继续运行。
在客运繁忙的时期，从东海道·山阳本线内回送运行到大阪站的列车有时会作为开往大阪的新快速列车运行。
在每年8月举行的神户港区海洋烟花大会当天以及12月举行的神户Luminarie期间，设定了从三宫站出发的临时新快速列车。
过去，为了纪念1997年9月京都站大楼开业，在周六、休息日乘坐山阳本线，姫路站以西是不间断的，以青春18票使用期间的周六、休息日为中心，经由赤穗线作为“赤穗备前假日号”从岡山站出发延长运行，但在1998年（平成10年）已经停止运行，现在没有运行。这个假日号上连挂了指定席的车厢。

#### 歷代新快速列車
- 113系
  - 第一代車輛，使用時間是1970年10月1日-1972年3月14日。2004年10月10日作為復興新快速列車，使用由7節車廂組成的湘南色編成在京都-西明石之間運行。

- 153系
  - 第二代車輛，1972年3月至1980年7月使用。塗裝色帶更改为灰色 9 号和蓝色 22 号的專用颜色，控制車的一部分使用165系的クハ165。

- 117系
  - 第3代的車輛，1980年1月22日至1999年5月10日使用。1990年3月10日進行了115km/h化改造。2004年10月10日作為復興新快速列車，使用了12節車廂編成的原色車，在草津-姬路之間運行。2009年4月4日・5・11・12日作為臨時新快速列車在永原-京都間運行。它被昵称为“City Liner”。

- 221系
  - 第四代的車輛，在1987年JR化後首次推出，1989年3月11日至2000年3月10日使用。2000年以後，除了臨時列車外，在時刻表大幅度混亂的時候也會使用。

- 223系（1000番臺、2000番臺）
  - 第5代的車輛，1995年8月12日以後投入使用。
  - 隨著2000番臺1次車的投入，2000年3月11日開始，速度提升至130km/h。
  - 1000番臺的一部分從2019年3月16日開始導入收費座位車輛“A座席”（後述）。
  - 2000番臺中存在的6節車廂的編成，由於原則上新快速的編成為8+4的12節車廂，所以不會在定期列車上使用。

- 225系（0番臺、100番臺）
  - 作為第6代的車輛，0番臺於2010年12月1日開始運行[16][17]，100番臺於2016年7月7日開始運行。由於性能實質上與223系的增備版一致，囙此不會像223系之前那樣，在短時間內將新快速的所有列車置換成同一形式來統一車型。
  - 700番臺從2023年3月18日開始導入收費座位車輛“A座席”（後述）。
  - 存在於100番臺的6節車廂的編成，由於原則上新快速的編成為8+4的12節車廂，所以不會在定期列車上使用。

除此之外，207系在神戶Luminarie召開中，或者在禦崎公園球場（神戶維也納體育場）舉辦2002 FIFA世界杯時，321系在2013年8月18日在神户综合运动公园世大运纪念竞技场舉行的南方之星的演唱會公演時在大阪三之在宮中分別作為臨時列車使用。另外，時刻表混亂時，521系在北陸線內，115系在姬路～播州赤穗之間各自代步。但是，115系由於2016年3月26日的時刻表修改，赤穗線的新快速大幅度削减，現在無法看到。

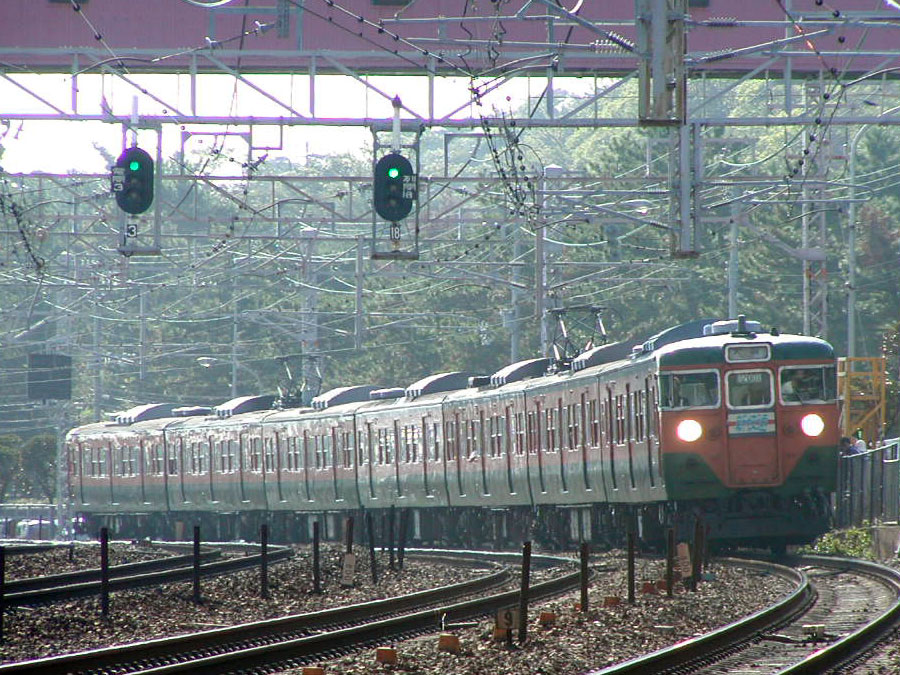
113系 「リバイバル新快速」（2004年）
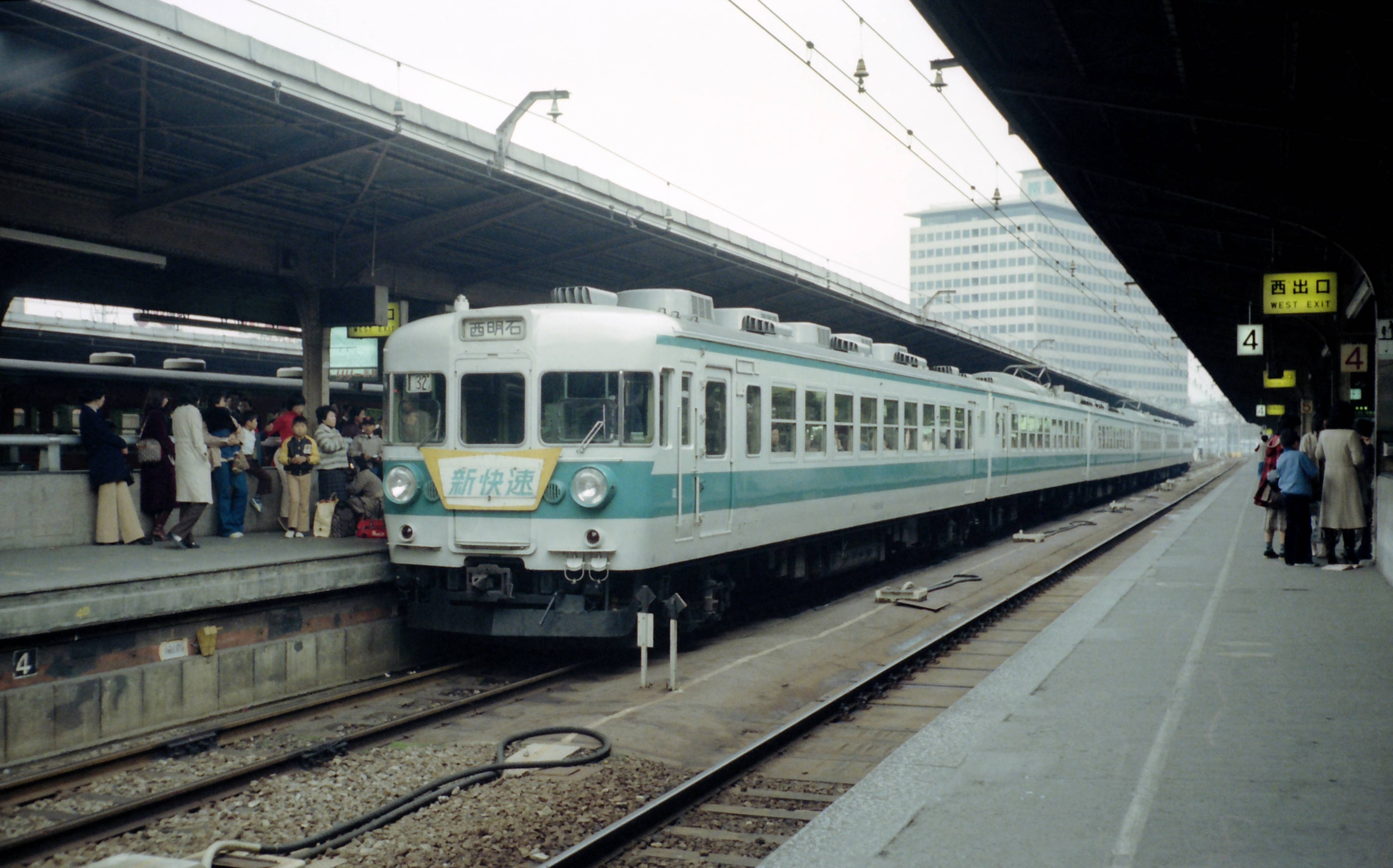
153系 国鉄「新快速」（1978年）
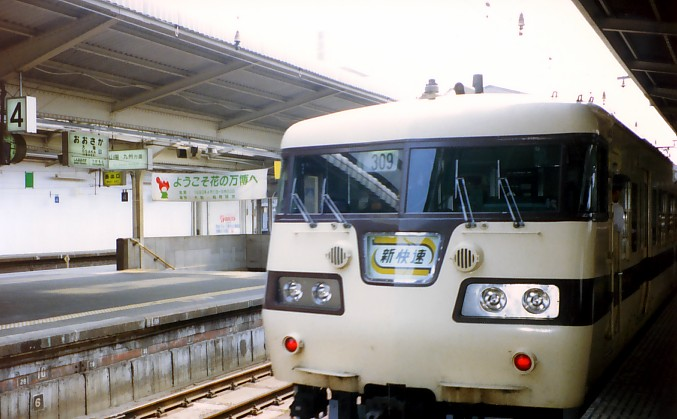
117系 JR西日本「新快速」（1990年8月 大阪站）
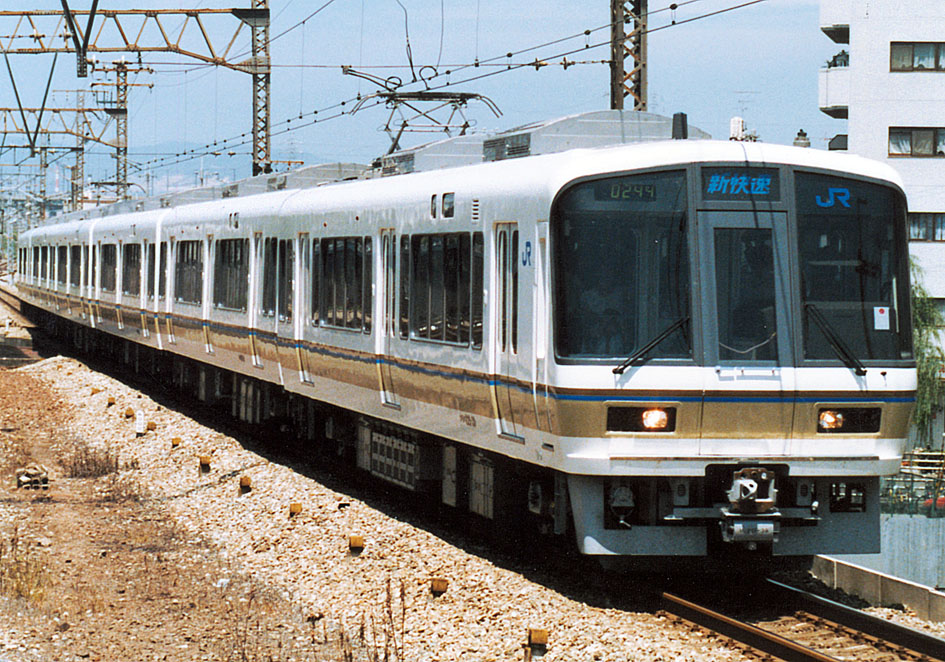
221系担当的新快速（1990年）
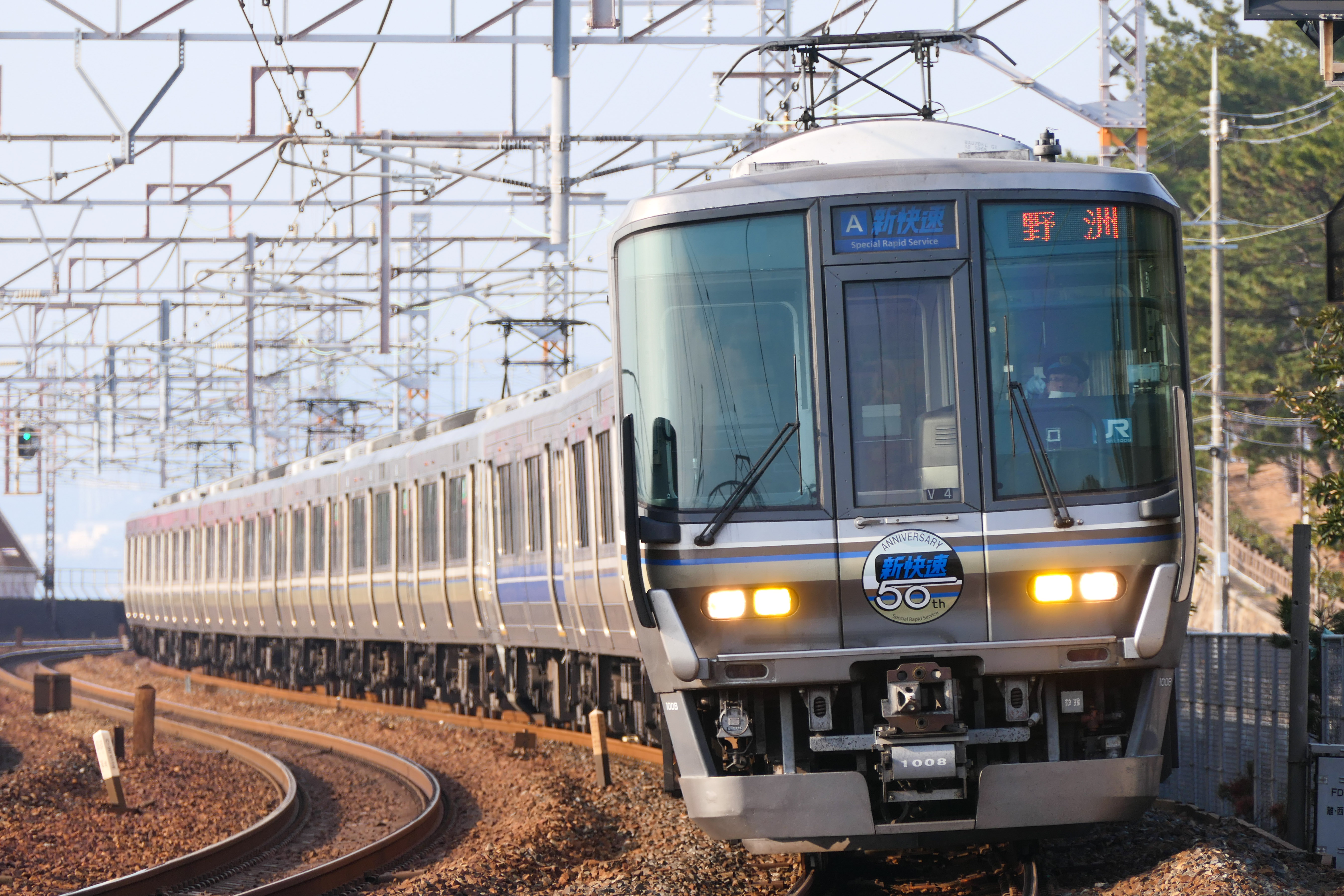
223系1000番臺擔當的新快速（含A座席车厢 2021年）
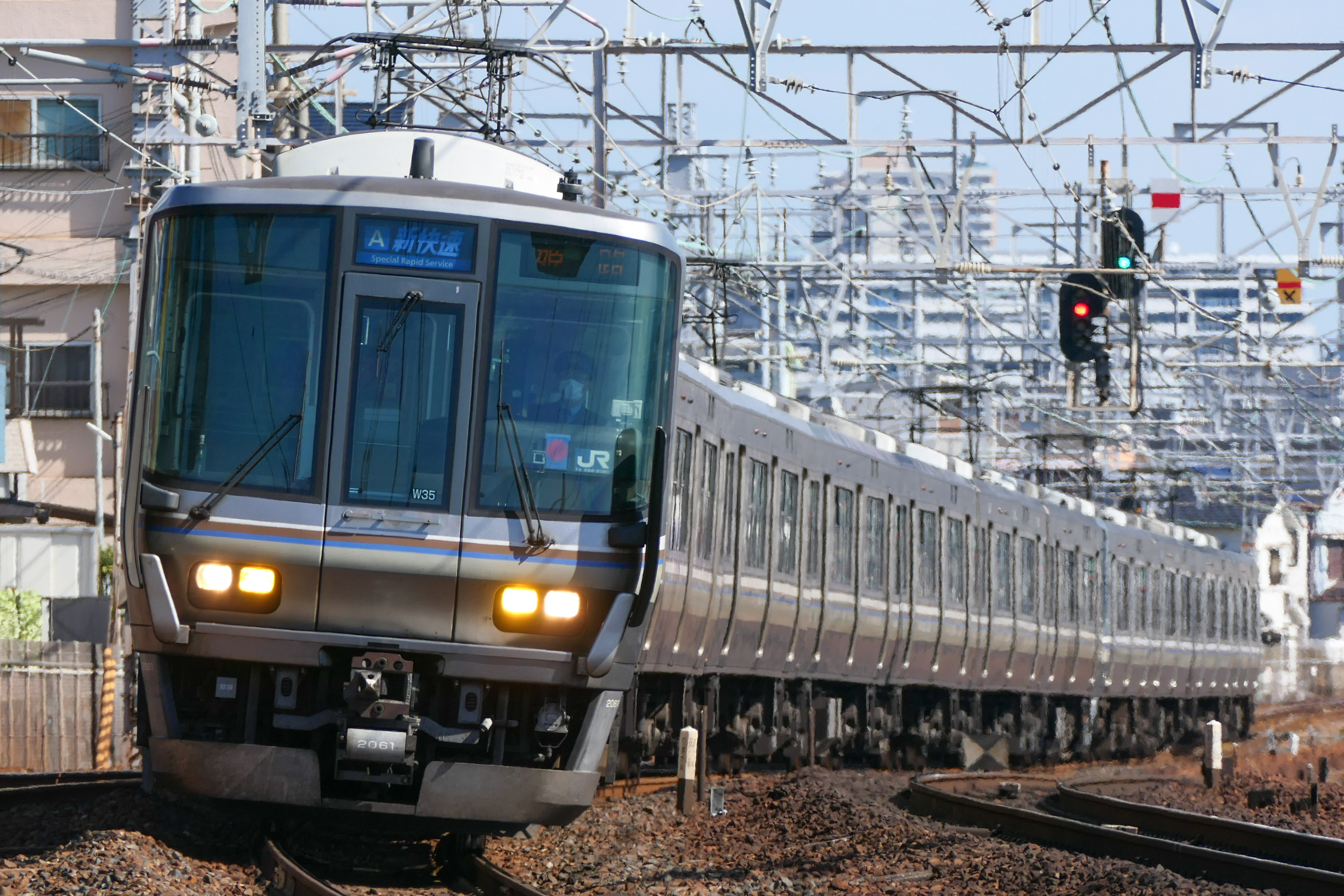
223系2000番台担当的新快速（2021年）
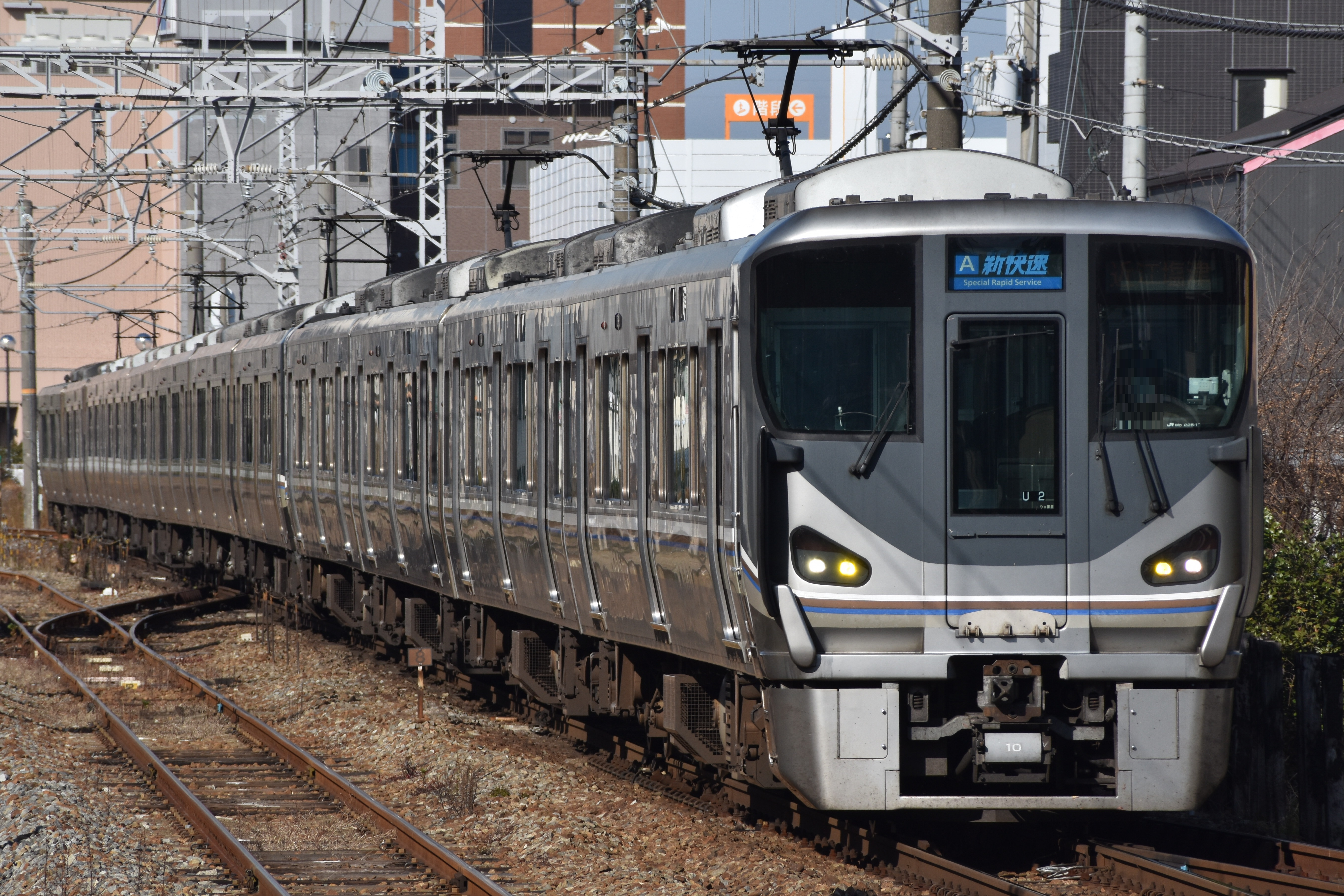
225系0番台（2021年）
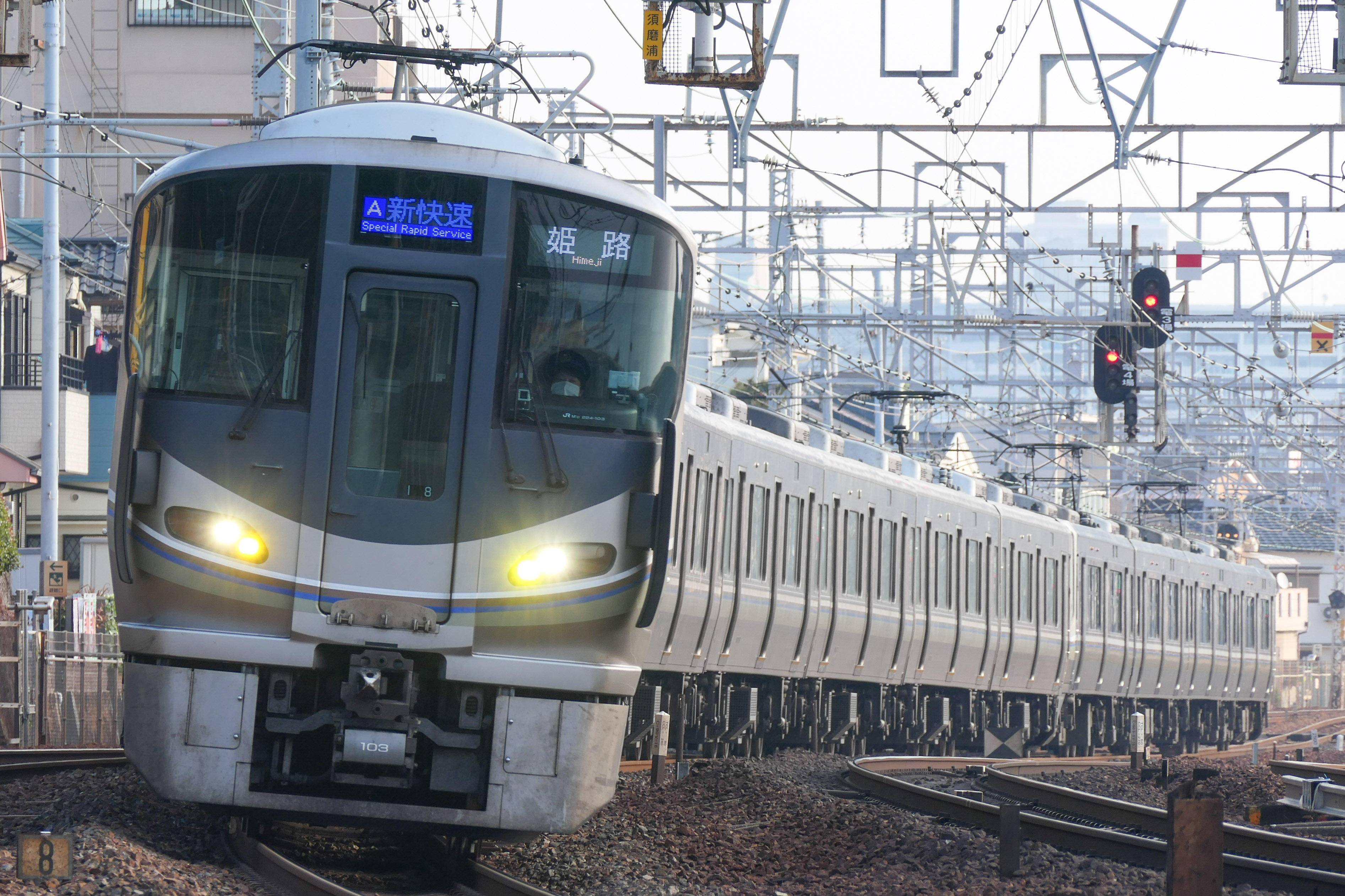
225系100番台（2021年）

#### A座席

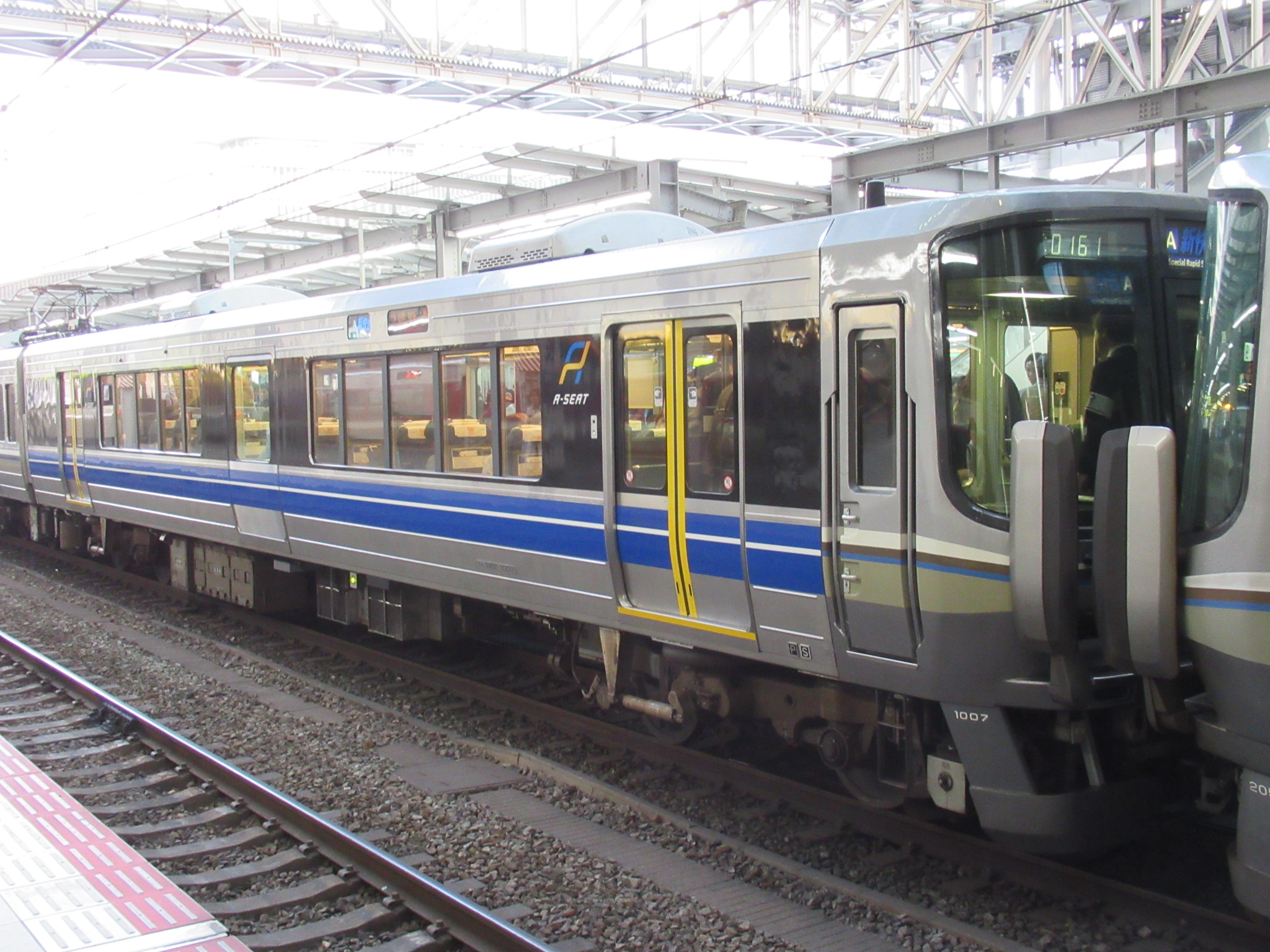
クハ222-1007　A 座席車

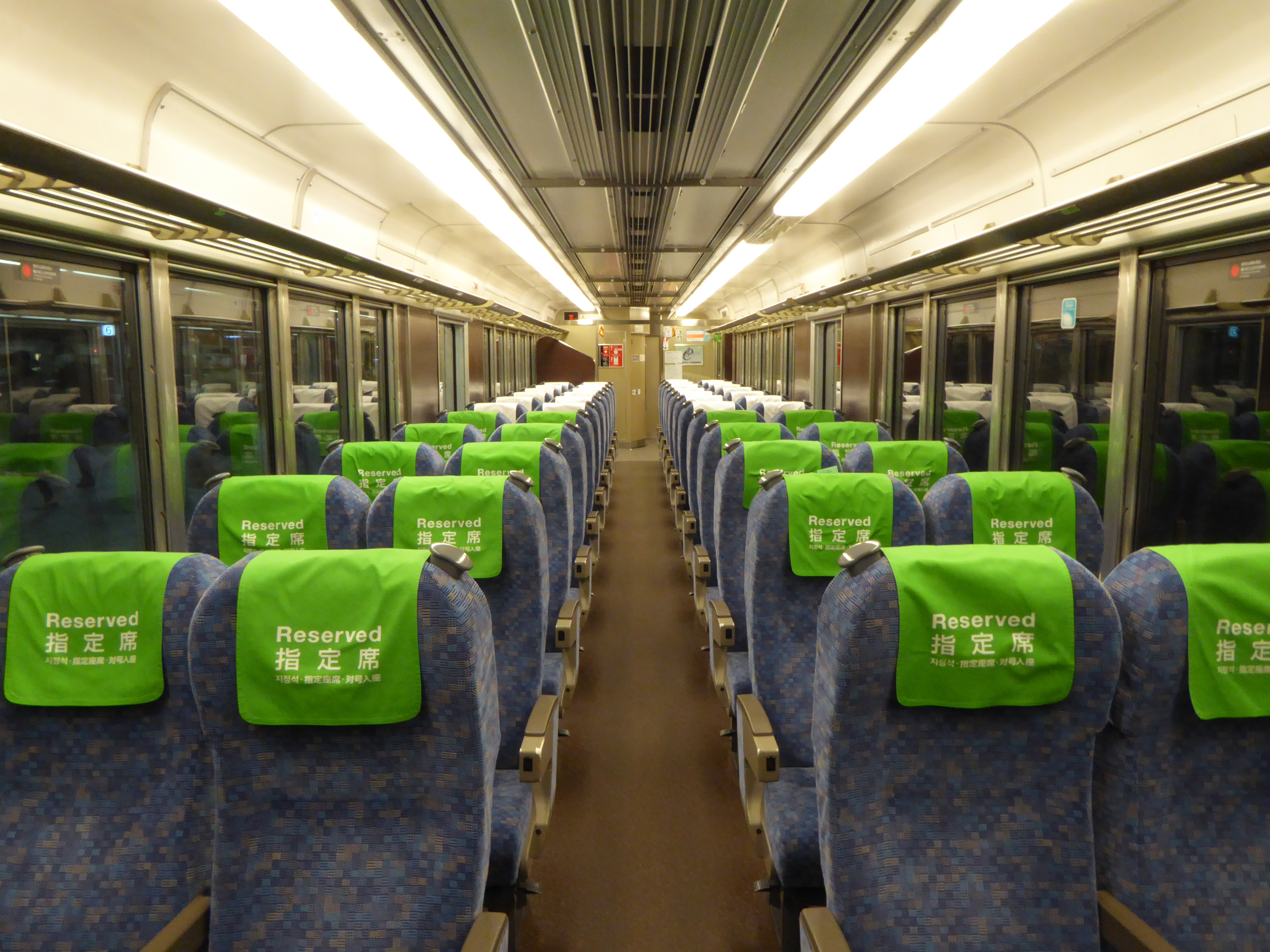
A座席车的车内 前五排是指定席的时候

从2019年3月16日开始，将223系1000系列（4节车厢编成）中的2编成的クハ222形改造成嵌入式中央门的2门车（嵌入式车门周围的设计类似于125系电车），导入了收费座位服务“A坐席（日语：*/?）”车辆。被连接到12节车厢编成的9号车厢（从京都·野洲方向的先头车厢数起的第4节车厢）。“A”来源于Amenity（舒适性）、JR神户/京都/琵琶湖线的路线记号“A”、关西方言　“ええ（好）”。
运行开始当初1天4趟，平日在野洲站 - 姫路站和网干站之间各往返1次，周末在野洲站- 姫路站之间往返2次。下行（从野洲出发）为1号、3号，上行（开往野洲）为2号、4号。列车编号的末尾与一般电车列车的“M”相对，A座席连接的列车为“A”。
该A座席是普通车指定席，指定席费用一律840日元（截止到2022年10月）。由于它不是特急列车，所以青春18票等企划车票也可以用来购买指定席券，但这些企划车票不能与e5489使用的无票服务（全部列车600日元。2023年3月18日～同年4月28日乘车部分为390日元。）并用。另外，在时刻表大混乱的情况下，“A座席”车辆也会免费开放，也可以在免费开放的状态下直达没有设定A坐席的湖西线，或者快速、A座席车处于前头的运用。
- 运行开始当初，在有空位的情况下要入座，可以在车内检票时用现金或交通IC卡支付给工作人员，入座费用为500日元（统一费用）。在入座时，将入座整理券放入座位前的专用支架中，下车时将其取出即可。当A座席满座时，需要在车厢两端的区域等待空座，同时在收费座位区域时必须入座。

- 全席指定席化后，车内不发行指定席券。因此，在没有事先购买指定座位券的情况下，不能使用A座席。

外观方面，车厢外侧车门旁边装饰有“A-SEAT”的标志，在与特急雷鸟一样的黑色窗户周围配置了与521系（JR西日本所属车）相似的蓝色色带的设计。车内新设置了分区，该分区内为收费座位区域，设有2-2列具备桌子和插座的与特急列车普通车同等的倾斜座椅。座椅间距与首都圈的快速、普通列车绿车相同，约970mm（现行910mm）；同时更换灯泡色的照明，与棕色木纹风格的内部装饰相结合，成为提高舒适性的平静空间。除了配备机架式行李空间外，还提供免费Wi-Fi服务。厕所被西式化，是可供轮椅通行的多功能类型厕所。定员46人。另外，在收费座位区域内，车内广告全部被去除，虽然天花板上有广告吊装的固定金属零件，但没有刊登广告。不允许站立，必须购买指定座位券的并坐下。另一方面，作为分区外侧的门及厕所周边是立席区域（自由空间），只要在这里就不收费。

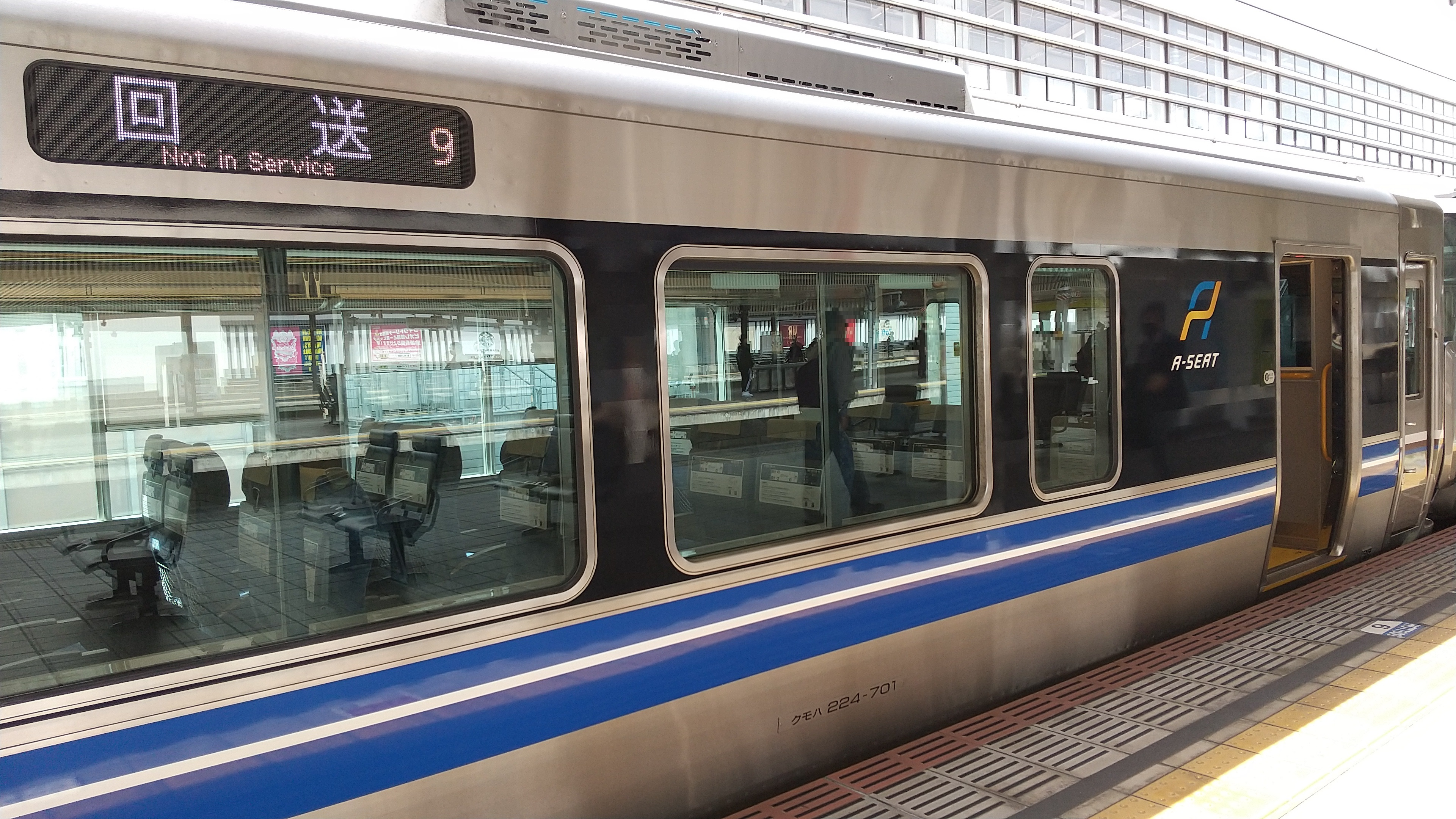
新造A座席车辆 クモハ224-701

从2020年12月1日到2021年2月28日，试验性地将1-3号的各座位（12个座位）作为指定座位销售。之后指定席的销售范围被扩大延长，从2021年7月1日开始1-5号的各座位（20个座位）成为了指定席。之后，从2022年3月12日的时刻表修改，开始成为全席指定席。

在2023年3月18日的时刻表修改中，A座席列车的班次增加到了6个往返班次。对于A座席车辆的增发，并没有改造现有车辆，而是新造投入225系4次车2编成（包括クモハ224-701、702在内的4辆×2编成）。新造的A座席车辆，有两个单门做为出入。关于与现有车辆的车内细微的变更点，在立席区域设置1个看护人用座位（优先座位），采用大型吊环。有采用自由固定的窗帘。

### 阪和線

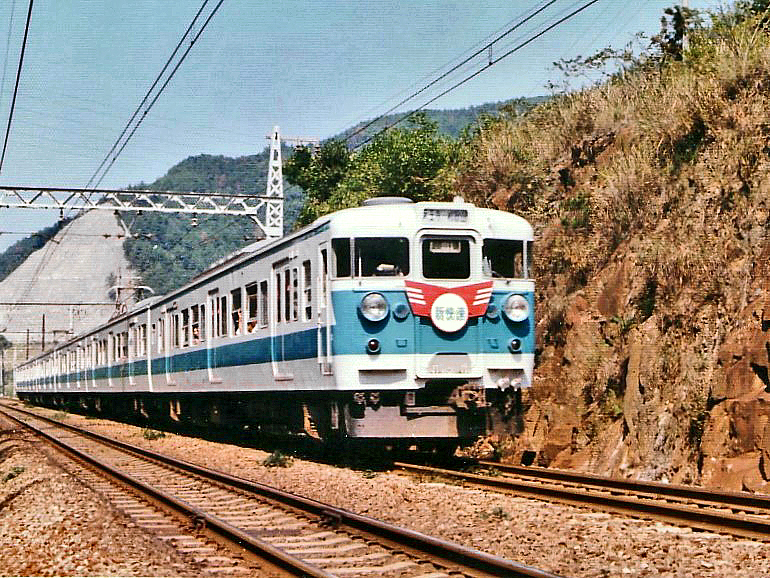
阪和線新快速

從日本国铁時代的1972年（昭和47年）到1978年（昭和53年），新快速也在阪和線上運營。
随着1972年3月15日的時刻表修改，新快速被設定運行在天王寺站-和歌山站之間。 中途停車站只有鳳站，僅需45-51分鐘便能連接大阪与和歌山。 最快列車所需時間是前身阪和電氣鐵路設定的超特快列車以來的最快的。 從白天的9點到15點每隔1小時運行一次。
車輛方面，此前在東海道、山陽本線快速、新快速使用的113系，由於此次列車時刻表的修改，運行車輛變更為于東海道・山陽本線登場的153系，“Bule Liner”的塗裝（灰色9號和藍色22號特別色帶）也隨之投入使用。雖然不是新造車輛，但在阪和線是第一种帶有空調的車輛，在所謂的舊型國電中心的阪和線中是格外引人注目的存在。還新安裝了帶有圓形羽毛設計的特殊頭部標記。1973年（昭和48年）9月20日，關西本線的凑町站（現在的JR難波站）-奈良站之間電氣化後，關西本線快速用車輛成為當時阪和線的車輛配寘區所屬的鳳電車區所屬，一部分與阪和線共同使用，與上述塗漆的顏色不同，因此名為“春日漆”，其顏色僅與上述油漆顏色不同（灰色9號色和朱紅色3號色），也有通稱“關西快速色（春日色）”。 “Blue Liner”採用的塗裝在那之後也被稱為“阪和色”，一直到2012年4月1日的團臨運行為止（定期運行至2011年12月上旬）。
雖然是實現了阪和電鐵以來的首次快遞運行的新快速列車，但原本阪和間的直達需求與京阪神間相比規模較小，使用情況有限。 囙此，1977年（昭和52年）將和泉砂川站和熊取站追加為停車站，所需時間為48-51分鐘。 但是，利用狀況沒有大幅度改善，隨著1978年10月2日紀勢本線電氣化的時刻表修訂，以快速合併的形式被廢止。

## 名古屋地区（JR东海）

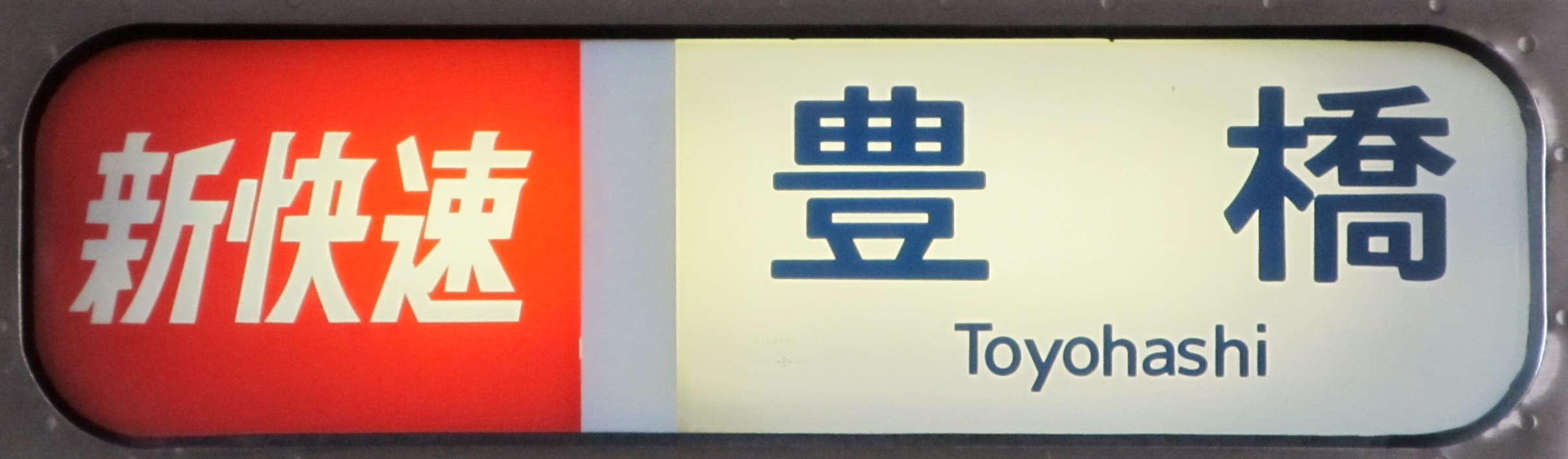
JR東海「新快速」列車表示幕（幕式）

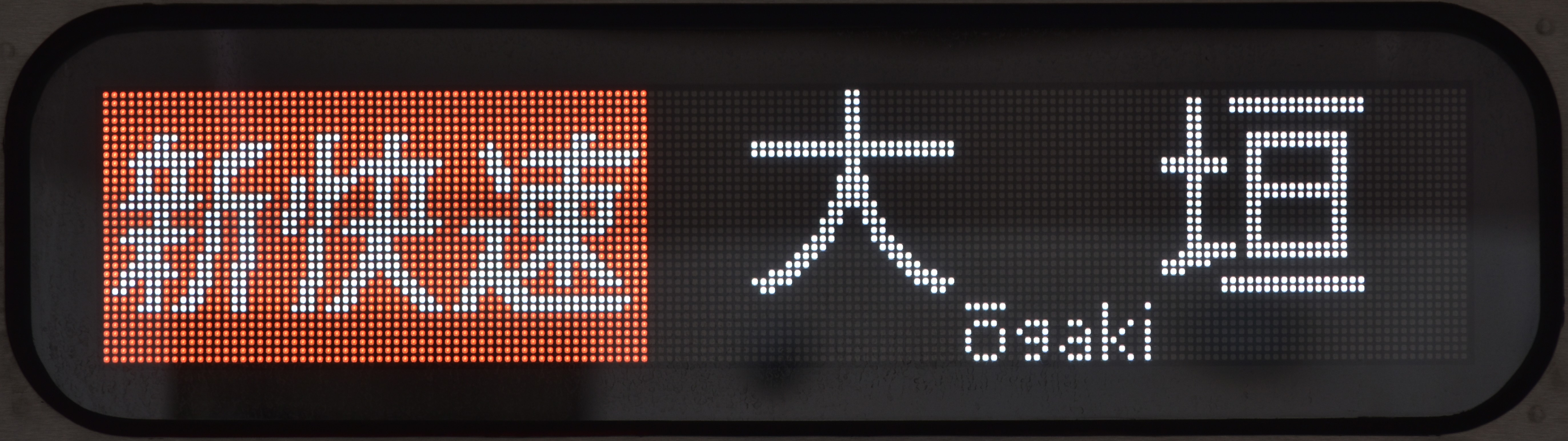
JR東海「新快速」列車表示幕（LED式）

### 概要
是JR東海在東海道本線濱松站-米原站之間設定的快速列車的一種。英語表記為“New Rapid（Train）”。同線還有“特別快速”、“快速”以及“區間快速”等列車類別。各自有著微妙的停車站的區別，單純為了區分這些車站的類別之一就是“新快速”。與新快速相比其他種類有以下不同。
- 特別快車通過大府站。
- 快速列車在共和站也停車。
- 區間快速列車除了快速列車外，還將在岡崎站-豐橋站之間以及武豐線內各站停車。

這些差异都是由於金山以東停車站的不同，在金山以西沒有區別。但是，在1999年（平成11年）12月的時刻表修改之前，穗積站有快速停車，新快速通過的區別。另外，2017年3月現在也有部分快速列車只在平日停靠在稻澤站。
在所有運行區間（濱松站-米原站之間）行駛的新快速列車很少，濱松出發的是17:01發（平時一般去岐阜），美國核能電廠只有7:07發（休息日特別快速）。除此之外，還有濱松6:01發的特別快車（平日去大垣）、米原21:07發的快速列車（平日去豐橋）。

### 停車站
基本的停車站情况如下。
濱松站-（该区间各站停車）-豐橋站-〔三河大塚站*〕-〔三河三穀站〕-蒲郡站-〔幸田站〕-岡崎站-安城站-刈穀站-大府站-（笠寺站）-（熱田站）-金山站-（尾頭橋站）-名古屋站-尾張一宮站-岐阜站-（该区间各站停車）-米原站
- 〔〕內車站只停一部分列車*印上只有週六休息日上行的3條停車。
- （）內的車站特定日部分臨時停車。
- 笠寺站：名古屋市綜合體育館（日本Gashi Hall）有大規模活動的話，一部分臨時停車。
- 熱田站：正月三日，為了去熱田神宮參拜的客人，一部分臨時停車。
- 尾頭橋站：中央賽馬GI大賽舉辦日（日本德比・日本杯・有馬紀念等），為了前往離該站最近的場外馬券賣場（維也納名古屋）的賽馬愛好者，部分臨時停車。
- 豐橋站-岐阜站之間的基本停車站和到1960年代為止在同一區間運行的快車的停車站基本相同（當時沒有金山站，熱田站有快車停）。

### 運行情况
工作日（日中）
基本上是與快速交替運行15分鐘。主要設定在豐橋站-大垣站之間。原則上，在岐阜站、名古屋站、刈穀站、岡崎站（一部分、蒲郡站）與普通列車進行緩慢連接。
高峰期（豐橋站-名古屋站）
平日早上從豐橋方向到名古屋方向的下行列車，與特別快速的交替運行是基本的，除了行車間隔共計8分鐘以外，一部分還有岡崎出發到達的列車（週六休息日非模式列車1小時約5趟，沒有岡崎出發到達的列車）。另外，從傍晚到晚上的豐橋方向上行列車，與特別快速的15分鐘間隔的交替運行是基本，一部分時間段的運行間隔縮短。在幸田站、三河三穀站的某一站停車（也有兩邊都停車的列車）。21點以後將與區間快速交替運行。
高峰期（名古屋站-大垣站）
早上從大垣方向到名古屋方向的上行列車，20分鐘內將以2條快速列車和1條新快速列車的體制運行。傍晚去大垣方向的列車基本上是與特別快速列車間隔15分鐘的交替運行，也有一部分快速列車（在金山站到米原站之間的運行中，在稻澤站也追加停車）加上10分鐘間隔的時間段。一部分直達米原站。
車輛使用313系，從2006年（平成18年）10月1日的時刻表修改開始，以5000號臺為中心。過去，也有313系和311系的並行運行、311系和117系、211系的列車設定。117系是2008年（平成20年）3月15日修訂後僅在平日早上的岡崎出發到達列車上復活的。
從名古屋站出發的標準所需時間是到豐橋站50分鐘，到大垣站31分鐘。

### 歷史

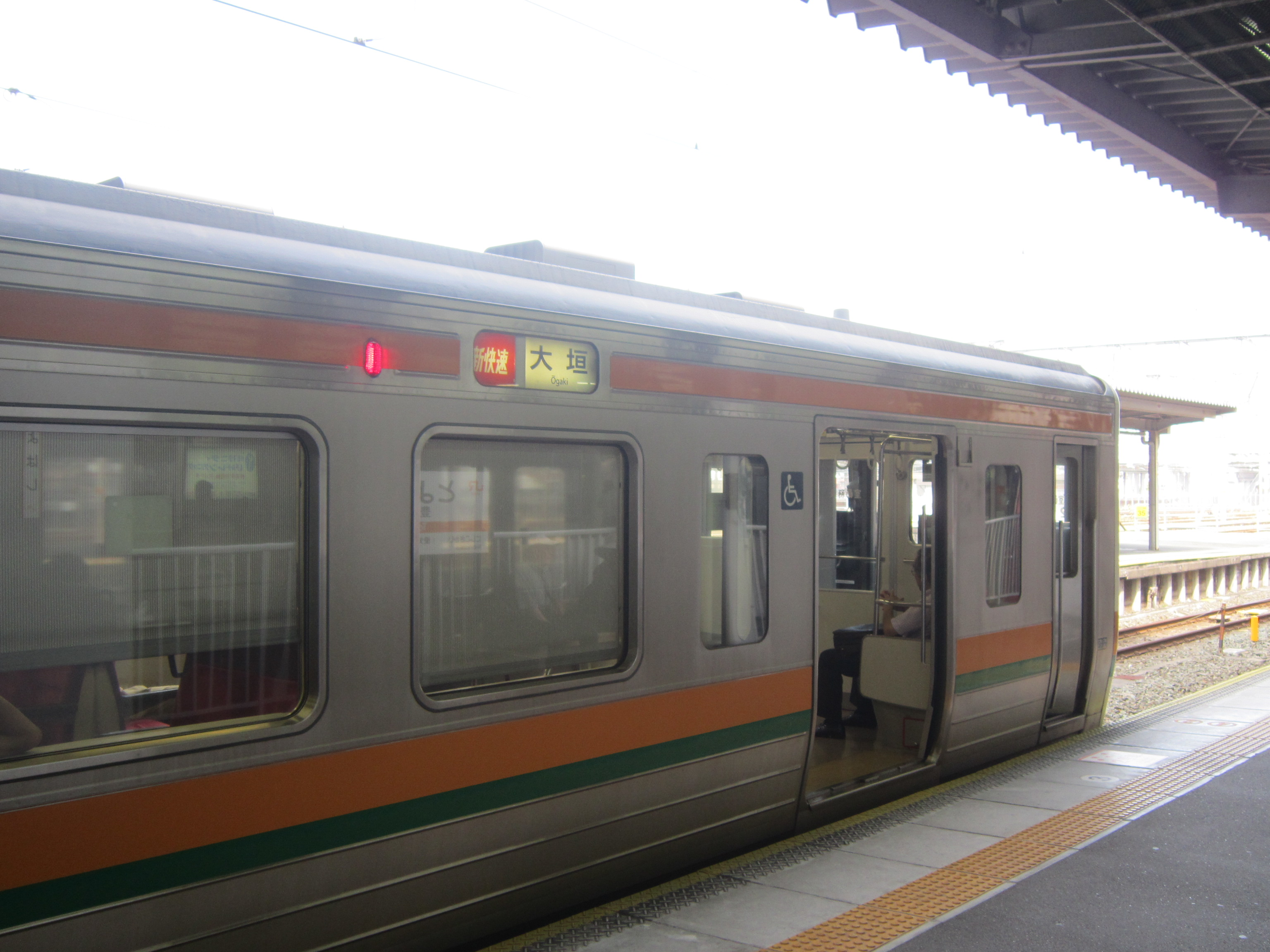
211系

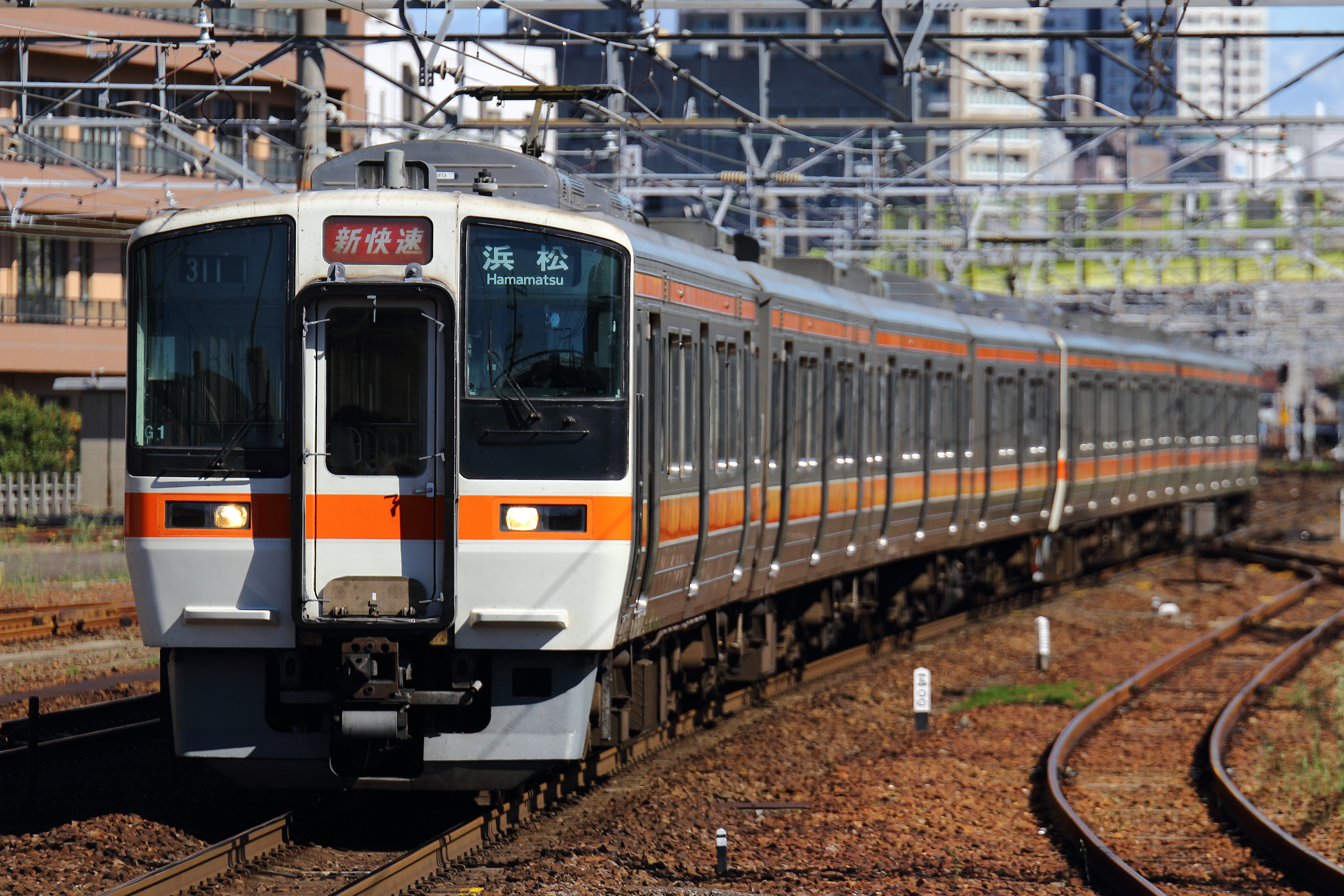
311系担当的新快速

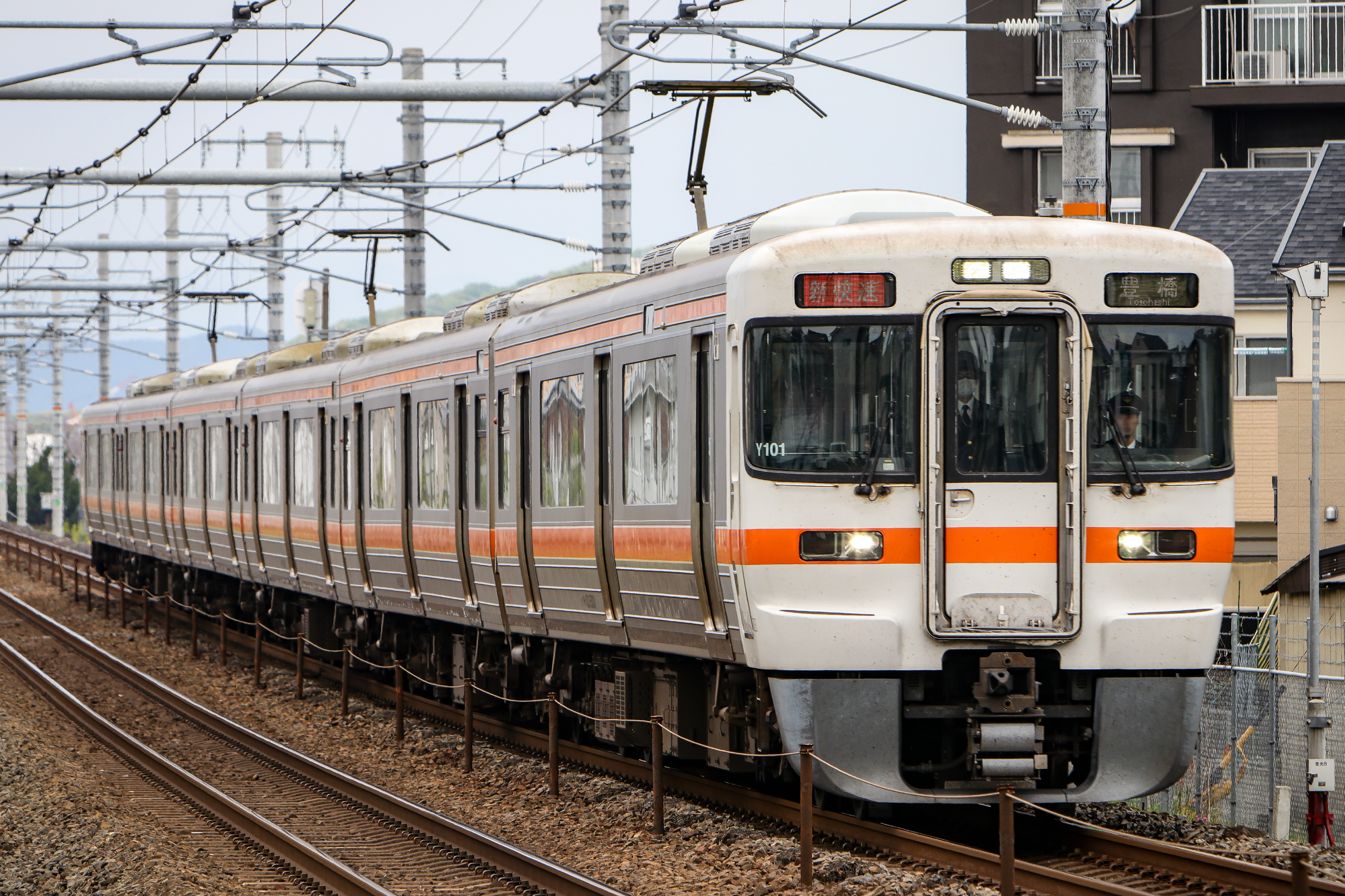
313系5000番臺擔當豐橋方向的新快速

設定前的狀況

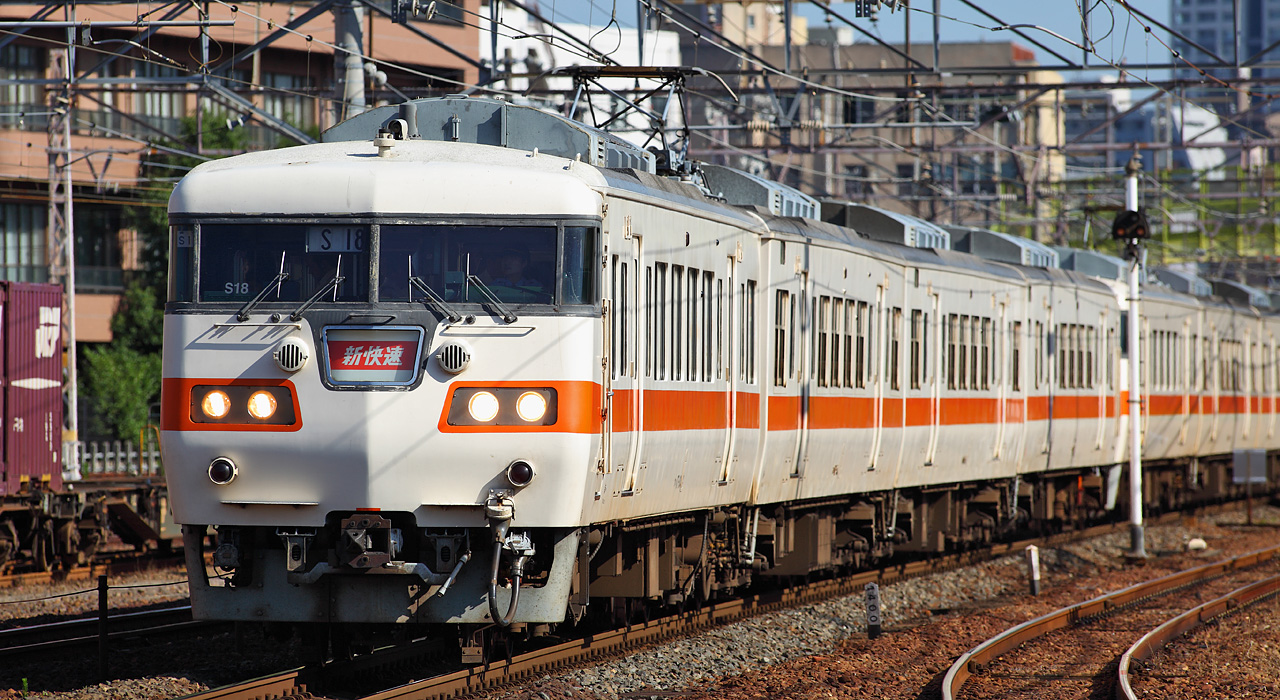
117系（2009年）

到國鐵末期為止的東海道本線（豐橋站-名古屋站-大垣站之間）是白天1小時1條快速、普通1條的貧弱路線。在1971年（昭和46年）開始運行的快速使用的153系（包括155系、159系）的更換中，117系於1982年（昭和57年）投入使用，命名為“東海線”。但是，當時的普通列車數量很少，因為米原、大垣和靜岡、熱海、東京的直達車很多，所以行車間隔也沒有統一，與“便於使用的時刻表”相距甚遠。與此相對，當時的名古屋鐵路名古屋本線，加上特快、高速、快車，每小時設定了約7趟，國鐵的運輸實際成績遠不如此。
在分割民營化之前的1986年（昭和61年）11月進行的時刻表修改中，名古屋鐵路管理局以名古屋都市圈的普通列車的運輸改善為重點，將6節車廂編成9節的117節車廂加上新制的頭節車廂，編成4節車厢18節，在豐橋-大垣間實施快速列車和普通列車的大幅度增加提高了洩露能力。而且，在第二年春天誕生的JR東海，將這一區間作為繼經營上東海道新幹線之後的原有線路的重要區間，不斷增加新型車輛的投入和新增。
作為旗艦的新快速時代

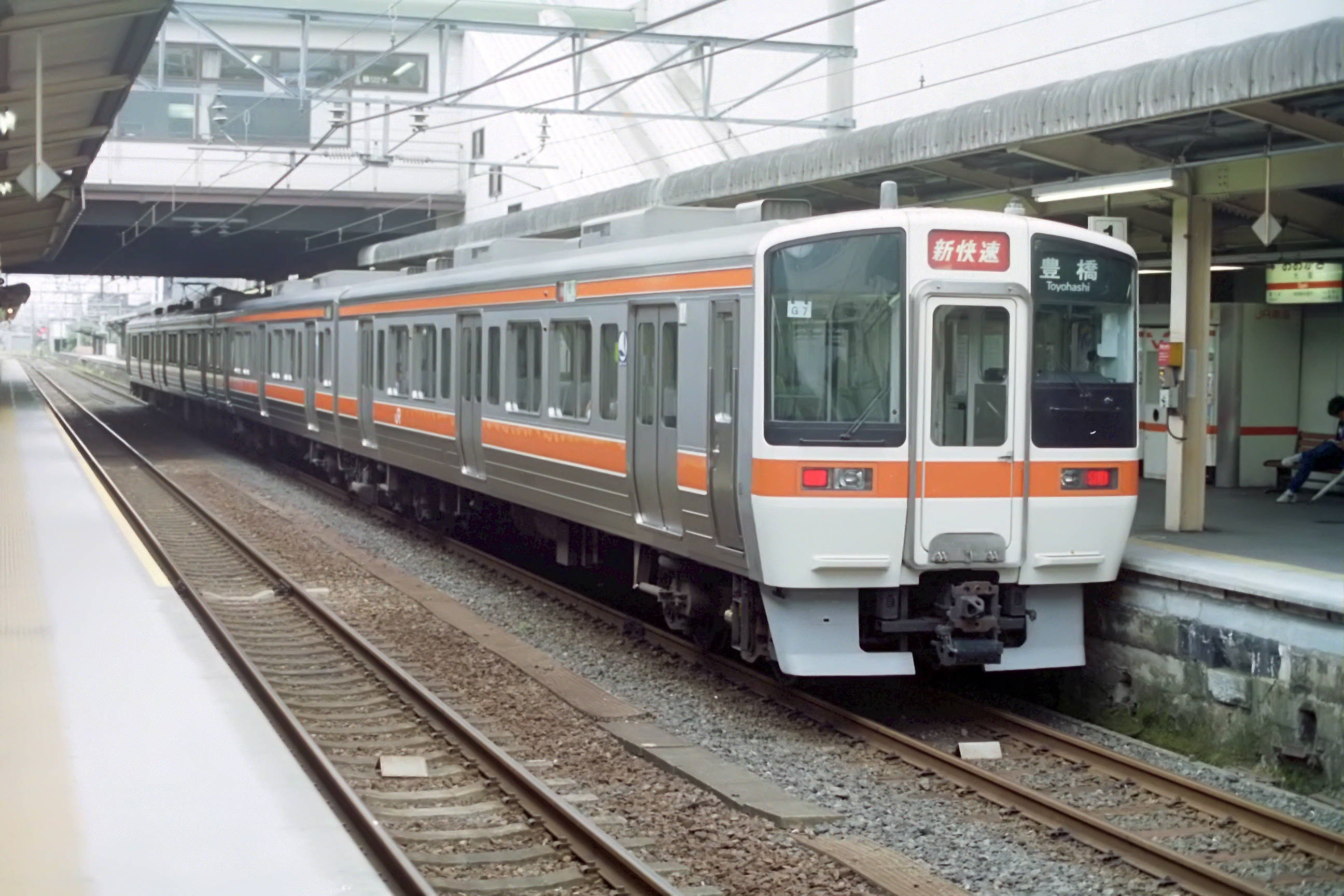
311系（1992年）

1989年（平成元年）3月11日首次設定了新快速列車。運行區間只限於蒲郡站-大垣站之間，當時岐阜站-大垣站之間不停。車輛當初採用117系，最高速度為110km/h，同年7月通過新造311系，集中投入新快速，最高速度提高到120km/h。經過一年之後，311系列列車持續新增，投入新快速的所有列車，同時駕駛區間也在豐橋-大垣之間擴大。由此，“新快速=311系”、“快速=117系”進行了區分，進行120km/h運轉的新快速與快速相比成為了特別的旗艦。另一方面，快速的運行區間在濱松站到米原站之間，行駛較長距離的列車也新增了。
並行的名鐵也和JR一樣，以對應長距離利用的新增的形式在1990年（平成2年）將不需要特急券的高速陞級為特急，名古屋本線出現了一部分特急車（指定席）。第二年還推出了專用車輛（一部分特別車的10001200系列“全景Super”），通過知立站和新安城站的列車新增了。
快速和效能統一、特別快速的設定
1999年（平成11年）313系登場，以替代311系的形式投入新快速列車，同年12月4日的修正中日的列車全部成為了313系。最高速度保持在120km/h，但通過提高加速性能，實現了所需時間的縮短。另外，清晨在該修正時同時新設的特別快速幾乎都發生了變更。由於此次修正，日中普通列車從大垣折行縮短為岐阜折行，岐阜-大垣間的快速、新快速列車也在各站停車。同時，在幸田、三河三穀停車的列車也在傍晚以後新設。這次列車是提高了傍晚以後的快速級別的列車，高峰時期直通米原和濱松方向的列車也新增了。
這裡的巨大變化可以說是由於快速投入了313系統，實現了新快速和快速的效能統一。由於進行了整體的提高，舊的“停車站少，速度快”這一新快速的旗艦要素消失了，變成了“停車站少一站的快速”的定位。同時登場的特別快速也同樣。
由於313系統的大量投入，此前用於新快速運行的311系統將被用於普通列車。但是，高峰時間段除了311系也被使用了之外，117系的新快速也被再設定，比起313系的新快速列車，以所需時間充裕的時刻表被運行了。
除此之外，由於313系列的投入，朝夕在豐橋分為2節車廂的飯田線實行了直通運行，從豐川·新城方向開始提供上下班服務。飯田線直通的大部分是特別快速，但也有一部分是新快速列車。
歷代新快速列車
在JR東海運行的車輛如下所示。2012年現在原則上大部分是使用313系電車運行。
117系電車
營業最高速度110km/h。1989年3月到1990年被使用，之後被311系電車取代，運用消失。1999年12月修改後，只重新設定了晚上從濱松出發前往米原（2001年10月修改後，傍晚從豐橋出發前往米原）的1部，但2006年10月修正後設定消失。2008年3月修訂後，將在平日早上從岡崎出發前往名古屋的2條線路上，使用到美國核能電廠岡崎的1條線路上。再加上2009年3月修正後設定了晚上去豐橋發大垣的1部。2012年3月修正後設定為2部（美國核能電廠岡崎行、岡崎發名古屋行）。由於名古屋地區的313系追加引進，到2013年3月為止停止運用。
211系電車（0番臺）
營業最高速度110km/h。之後對應120km/h進行了改造，與311系的效能相同。到1990年為止，一直被用於新快速的運用，但由於117系同樣的311系化，運用消失。之後，2003年10月修改後，在休息日的傍晚，又重新設定了一條從大垣站開往豐橋的線路，但2006年10月修改後暫時停止運行，之後的2011年3月修改後，工作日的早上又重新設定了一條岡崎站開往名古屋的線路。但是，由於在名古屋地區引入了313系，到2011年末為止就停止了運用。
311系電車 
營業最高速度120km/h。1989年7月開始作為主力運行，1999年12月修改時，以313系代替的形式，日中的新快速運行基本消失，只在高峰期設定。之後的2006年10月修订时刻表時，進行了313系的追加投入，設定暫時消失。2012年3月現在早上設定了一個從豐橋出發去大垣的（週六休息日）。由於2016年3月26日的時刻表修改，大垣出發前往濱松的1條（週六休息日）等，也進入了日中運用的一部分。
313系電車（0番台、5000番台）
營業最高速度120km/h。除了已完成130km/h運轉準備工程外，與311系相比加速性能有所提高。從1999年開始作為新快速列車的主力運營。2006年10月修改後投入了5000號臺，幾乎所有的列車都在本系列中運行。另外，原則上普通列車使用的1100號台和飯田線使用的3000號臺也很少，但仍被運用。